# Liste der Baudenkmale in Tiddische
In der Liste der Baudenkmale in Tiddische sind alle Baudenkmale der niedersächsischen Gemeinde Tiddische aufgelistet. Die Quelle der Baudenkmale ist der Denkmalatlas Niedersachsen. Stand der Liste ist der 8. Januar 2023.

## Allgemein
In den Spalten befinden sich folgende Informationen:
- Lage: die Adresse des Baudenkmales und die geographischen Koordinaten. Kartenansicht, um Koordinaten zu setzen. In der Kartenansicht sind Baudenkmale ohne Koordinaten mit einem roten Marker dargestellt und können in der Karte gesetzt werden. Baudenkmale ohne Bild sind mit einem blauen Marker gekennzeichnet, Baudenkmale mit Bild mit einem grünen Marker.
- Bezeichnung: Bezeichnung des Baudenkmales
- Beschreibung: die Beschreibung des Baudenkmales. Unter § 3 Abs. 2 NDSchG werden Einzeldenkmale und unter § 3 Abs. 3 NDSchG Gruppen baulicher Anlagen und deren Bestandteile ausgewiesen.
- ID: die Objekt-ID des Baudenkmales
- Bild: ein Bild des Baudenkmales, ggf. zusätzlich mit einem Link zu weiteren Fotos des Baudenkmals im Medienarchiv Wikimedia Commons. Wenn man auf das Kamerasymbol klickt, können Fotos zu Baudenkmalen aus dieser Liste hochgeladen werden:

## Tiddische

### Gruppe: Mühle Tiddische
Die Gruppe hat die ID 50989799. Von der Mühlenanlage zeugen noch Mühlengraben und Wohnhaus. Vom ursprünglich an Wohnhaus angebauten Mühlengebäude existiert noch ein Mauerstück, Mühlentechnik ist nicht mehr erhalten.

| Lage                                            | Bezeichnung  | Beschreibung | ID       | Bild |
| ----------------------------------------------- | ------------ | --- | -------- | ---- |
| Barwedeler Straße 9 52° 31′ 4″ N, 10° 47′ 56″ O | Wohnhaus     | Zweigeschossiges traufständisches Fachwerkhaus in Stockwerkbauweise mit Ziegelausfachung unter Satteldach mit Halbwalm an der Südseite. Klassizistische Holzeinfassung der Fenster im EG erhalten. Rähm und Balkenköpfe zwischen den Geschossen mit Holz verblendet. | 33940795 | BW   |
| Barwedeler Straße 9 52° 31′ 5″ N, 10° 47′ 54″ O | Mühlengraben | Abschnitt der Kleinen Aller südlich Brücke an Landstraße zwischen Tiddische und Barwedel, als Mühlengraben kanalisiert. | 33940982 | BW   |

### Einzelbaudenkmale
| Lage                                     | Bezeichnung               | Beschreibung | ID       | Bild |
| ---------------------------------------- | ------------------------- | --- | -------- | ---- |
| Dorfstraße 7 52° 30′ 58″ N, 10° 48′ 9″ O | Wohn-/ Wirtschaftsgebäude | Eingeschossiger, giebelständige Fachwerkbau mit Ziegelausfachung auf verputztem Steinsockel unter Halbwalmdach. Zwerchhaus hebt seitlichen Eingang hervor. Niederdeutsches Hallenhaus wurde 1831 errichtet. Einfahrtstor im Norden nachträglich zugunsten außermittigem Eingangstür zugesetzt. | 33940844 | BW   |

## Hoitlingen

### Gruppe: Hauptstraße 6
Die Gruppe hat die ID 33921011. Vierseithofanlage mit straßenseitigem Wohnhaus, Scheune im rückwärtigen Hofbereich und zwei flankierende Ställe, Fachwerkbauten mit Ziegelausfachung aus der Zeit um 1900.

| Lage                                     | Bezeichnung | Beschreibung | ID       | Bild |
| ---------------------------------------- | ----------- | --- | -------- | ---- |
| Hauptstraße 6 52° 30′ 4″ N, 10° 48′ 6″ O | Wohnhaus    | Zweigeschossiges Wohnhaus aus Fachwerk mit Ziegelausfachung und Zierfachwerk auf Natursteinsockel unter Satteldach mit erneuerter Linkskremperdeckung. Traufständig, straßenseitig Mittelrisalit mit Zwerchhaus unter Satteldach und vorkragendes OG. | 33940705 | BW   |
| Hauptstraße 6 52° 30′ 5″ N, 10° 48′ 5″ O | Stall       | Nördlicher Flügel. Eingeschossiges Stallgebäude mit EG in Ziegel und Drempel in Fachwerk unter Satteldach. Drempelgeschoss zu Wohnzwecken ausgebaut, Schleppgauben auf beiden Dachflächen nachträglich.                                               | 33940753 | BW   |
| Hauptstraße 6 52° 30′ 4″ N, 10° 48′ 4″ O | Scheune     | Westlicher Flügel. Eingeschossiger, traufständiger Fachwerkbau mit Ziegelausfachung unter Satteldach. Am Südgiebel Ziegelbehang. Mit Quereinfahrten.                                                                                                  | 33940729 | BW   |
| Hauptstraße 6 52° 30′ 4″ N, 10° 48′ 5″ O | Stall       | Südlicher Flügel. Giebelständiger, langgestreckter, teils zweigeschossiger Bau unter Satteldach mit Linkskremperdeckung. EG massiv aus Ziegel. Ziegelgefachte Fachwerk–OG auf straßenseitiges Drittel reduziert. Giebeldreiecke mit Bretterbeschlag.  | 33940774 | BW   |